# Strumigenys mailei
Strumigenys mailei är en myrart som beskrevs av Wilson och Taylor 1967. Strumigenys mailei ingår i släktet Strumigenys och familjen myror. Inga underarter finns listade i Catalogue of Life.